# Chambre de bonne

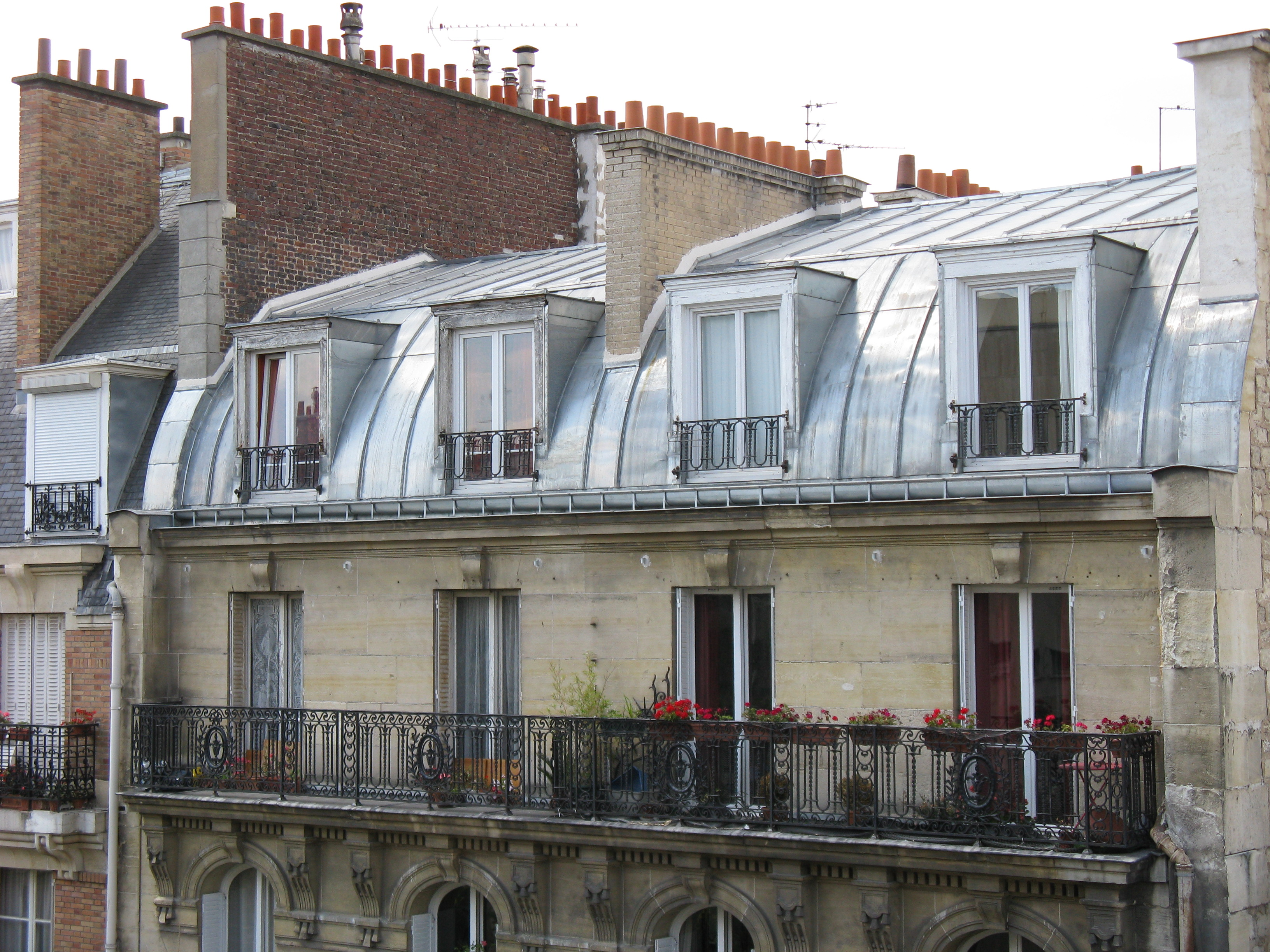
Chambres de bonnes, caracteristísticas de los techos de París.

Una chambre de bonne es una habitación separada de un apartamento burgués, situada habitualmente bajo el desván, iluminada por ventanas de techo y accesible por escaleras de servicio, diseñada inicialmente para servir de dormitorio a uno de los trabajadores domésticos contratados por la familia que ocupa el resto de la vivienda (una bonne à tout faire en el lenguaje familiar francés, de aquí el nombre).

## Historia
Dado el nivel social de los ocupantes a los que estaban destinadas, las chambres de bonne se caracterizan por tener un espacio muy estrecho (especialmente porque están situadas a menudo en la buhardilla), y un confort mínimo, por ejemplo, los baños estaban generalmente instalados en la plataforma de acceso a la planta por la escalera para que fueran compartidos con todos los otros ocupantes de la misma planta.
Las chambres de bonnes aparecieron en París hacia 1830. En efecto, fue en esta época cuando se desarrolló una sociedad jerárquica que impedía que los trabajadores domésticos durmieran en el mismo espacio que sus patrones. Las condiciones de vida en las chambres de bonnes fueron juzgadas escandalosas y denunciadas por algunos, como Jules Simon, el profesor Paul Brouardel de la Academia de Medicina, Juillerat, inventor del Casier sanitaire des maisons de Paris, y el doctor Héricourt, que dijo:

Es imposible no protestar contra el alojamiento de los trabajadores domésticos, una de las vergüenzas de nuestra civilización y uno de los escándalos más grandes de la higiene […]

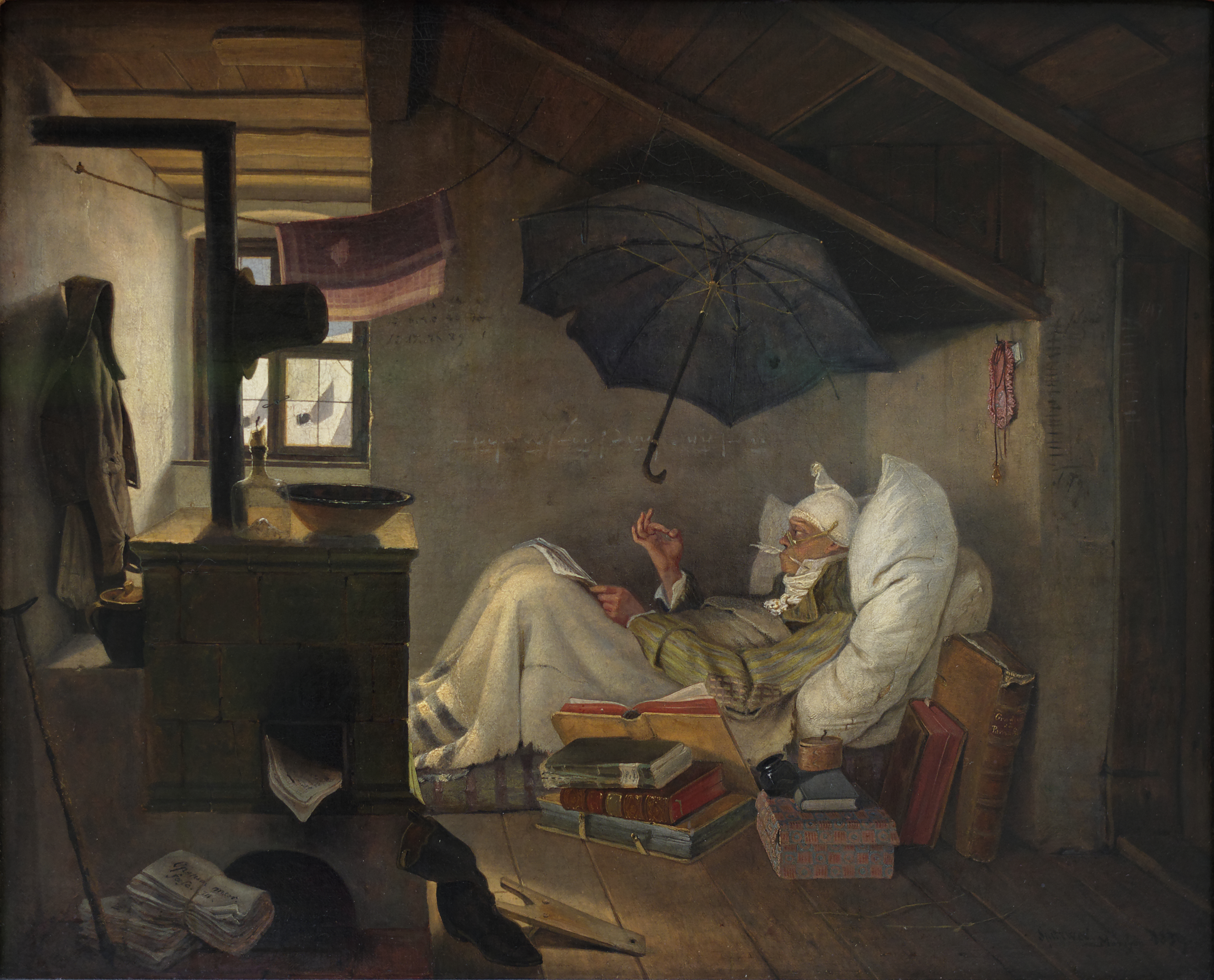
Le Pauvre Poète, cuadro de Carl Spitzweg (1839).

La Exposición de la Tuberculosis de 1906 comparó una chambre de bonne del distrito VIII de París con una celda de la Cárcel de Fresnes, llegando a la conclusión de que la celda de la cárcel era habitable y salubre, mientras que la chambre de bonne no. Así, hacia finales del siglo XIX, cada vez más habitaciones de trabajadores domésticos se instalarían en la planta de los patrones, en aras a la salubridad, bajo el efecto conjugado de la caridad y del miedo a las enfermedades contagiosas, en una época en la que los médicos sensibilizaban la opinión pública sobre la tuberculosis.
Hoy en día, estas habitaciones son alquiladas a menudo a personas con ingresos modestos, en particular a trabajadores pobres y estudiantes. A causa de sus connotaciones negativas, con frecuencia los propietarios anuncian sus chambres de bonnes bajo el término studettes (diminutivo de studio, apartamento de una sola habitación). Para este propósito, es tentador reformarlas para dotarlas de comodidades modernas como ducha o sanitario, pero no hay que olvidar que estos pequeños espacios son sometidos entonces a las molestias generadas por un modo de vida para el cual no han sido diseñados (producción de cantidades importantes de vapor de agua, ruido...). Muestran tendencia a hacerse autónomos en relación con el apartamento del cual constituían hasta entonces una parte aislada, y crean nuevas cargas que no compensan su baja contribución al mantenimiento de los edificios que los albergan.
Las chambres de bonne han sido el objeto de regulaciones sanitarias para preservar la calidad de vida y la salud del ocupante. A principios del siglo XX el Règlement sanitaire de la Ville de Paris de 1904 exigía una superficie mínima de 8 m² medida a 1,30 m del suelo, un volumen de 20 m³, y estipulaba además:

Cada habitación estará equipada con un conducto de humos y estará aireada directamente por una o varias ventanas las cuales deberán presentar una sección total al menos igual a la octava parte del suelo de dicha habitación

A mediados del siglo XX, se exigía desde el punto de vista de la arquitectura una superficie mínima de 9 m², un volumen de 20 m³ y una superficie de ventanas superior a la octava parte de la superficie. El decreto de 2002 prohibió alquilar una superficie de menos de 9 m² y 20 m³ para residencia principal pero no prohibió alquilar este tipo de superficie como residencia secundaria o en alquiler estacional, siempre que se respete el reglamento sanitario de la comuna.